# Гінгліш
Гі́нгліш (англ. Hinglish; аббр.: гінді (Hindi) + Інгліш (English)) — поширений в Індії змішана мова на основі англійської мови і різних мов Індії. Хоча назва заснована на мові гінді, вона не стосується виключно гінді, але «використовується в Індії з англійськими словами, що поєднуються з пенджабською та гіндійською мовами, а також у британських азійських сім'ях, щоб пожвавити стандартний англійський». Девід Крістал, лінгвіст з Уельського університету, в 2004 році припустив, що цією мовою розмовляють близько 350 мільйонів чоловік. Також в Великій Британії на гінгліші говорять багато іммігрантів з Індії.